# La creazzione der monno
(Giuseppe Gioachino Belli, introduzione alla raccolta dei sonetti)

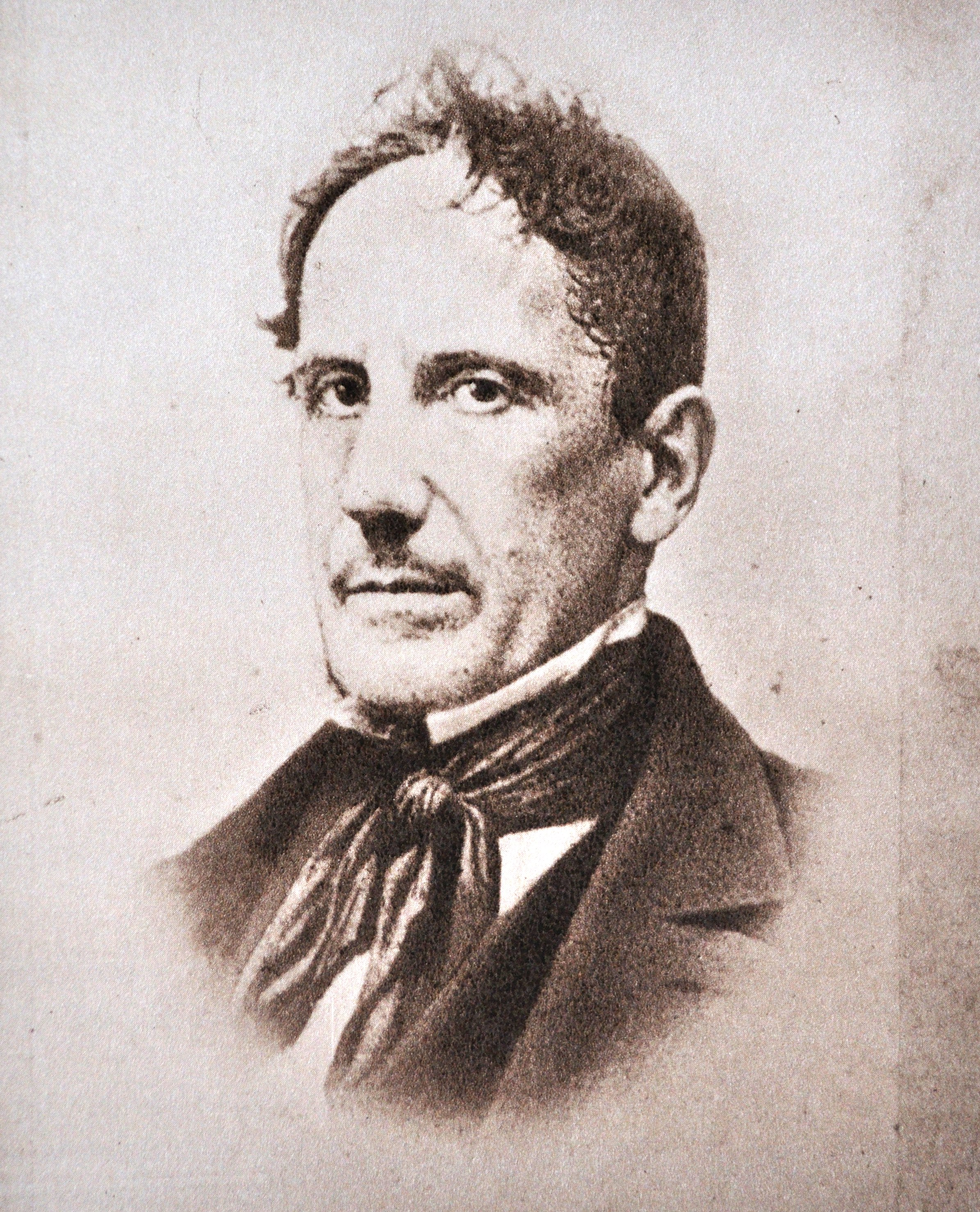
Giuseppe Gioachino Belli

La creazzione der monno è un sonetto composto da Giuseppe Gioachino Belli in Terni il 4 ottobre 1831.

## Testo con traduzione a fronte
Ma appena che a maggnà l'ebbe viduti,
Strillò per dio con quanta voce aveva:
"Ommini da vienì, sete futtuti"»
(Giuseppe Gioacchino Belli, sonetto n. 165, La creazzione der monno)

## Commento
Delle diverse valenze letterarie e stilistiche nella interpretazione di questo sonetto la prima più evidente ed immediata è l'aspetto comico paradossale di un Dio che, fortemente irritato si lascia andare a gridare con il suo vocione - egli infatti deve essere sentito in tutto l'universo e poi un personaggio così rilevante non può avere una voce qualunque - una tipica parolaccia romanesca.
La seconda considerazione riguarda gli errori teologici popolari dei primi due versi: non Dio ma Gesù è l'autore dell'universo che non viene creato dal nulla ma "impastato" da una materia informe, che già era pronta (già c'era la pasta), non creata dunque. Un Dio-Gesù non creatore ma fattore, una sorta di artigiano-fornaio che fa il pane dall'ammasso caotico della pasta lievitata. Si direbbe questa una tipica concezione illuminista di un Dio architetto di un universo preesistente a lui.
Sembrerebbe questa una tesi troppo originale da concepire per un uomo del popolo ma in realtà sarebbe stato ancora più difficile per questi pensare a una creazione dal nulla ed è proprio questo che Belli vuole evidenziare piuttosto che attribuire a un popolano teorie anticreazioniste.
Dopo un Dio fornaio ecco apparire un Dio cocomeraro, che vende cocomeri col tassello. La Terra infatti è stata fatta come un cocomero verde e molto grande. Poi sono state fatte tutte le altre creature e infine, seguendo alla lettera il racconto biblico, Dio si è riposato dalla lunga fatica.
A questo punto c'è la deviazione del Belli, filosofo plebeo, dalla ortodossia nel delineare una divinità terribile e implacabile che addossa a un'innocente umanità, figlia, che neppure ancora esiste, di Adamo ed Eva, la colpa del delitto, ridicolo nella sua entità, di aver mangiato "un pomo". Un Dio tra l'altro, che il plebeo raccontando bestemmia (Strillò per dio) e che cerca di rendere vicino alla sua mentalità facendogli volgarmente pronunciare una condanna incomprensibile e ingiusta.
Nella Bibbia belliana Dio è infatti un tiranno, talora capriccioso, che esprime il suo potere con divieti incomprensibili («Pe una meluccia, ch'averà costato/Mezzo baiocco, stamo tutti a fonno.») e punizioni eterne: «stese un braccio | longo tremila mijja [...]| e sserrò er paradiso a ccatenaccio». Un Dio potente che sta sempre dalla parte dei potenti
e che riserva ai poveri una vita da inferno che proseguirà con lo stesso Inferno dell'al di là.

## Il pessimismo
È stato spesso accostato il pessimismo del Belli a quello di un altro suddito del Papa Re: Giacomo Leopardi, angosciato dall'arretratezza degli uomini del suo tempo e per nulla speranzoso nelle "magnifiche sorti e progressive" che offriva come riscatto la storia intesa romanticamente.
Non è questa la storia del popolo romano del Belli che vive nell'immobilità del tempo presente non dissimile da quello passato.
Si può ridere del sovrano e insultarlo, bestemmiarlo ma questo, come Dio, non risponde se non come fanno i potenti, senza dare nessuna spiegazione, se non richiamando il suo potere, e angariando i comuni mortali condannandoli all'immutabilità di una condizione umana che non cambierà neppure dopo la morte.
Non c'è nessuna speranza di redenzione perché chi dovrebbe operarla è un popolo che non teme insultando di dire la verità ma inetto e spregevole tanto quanto chi lo comanda. Si è quindi parlato di un nihilismo radicale in Belli che lo porterà su posizioni reazionarie mentre Leopardi, con la sua "morale della compassione" continuerà a sperare nella solidarietà umana che nasce dal comune dolore dell'esistenza.